# Casa de Híjar
La casa de Híjar fue un linaje nobiliario español originario de la Corona de Aragón iniciado por el matrimonio entre Pedro Fernández de Híjar, hijo ilegítimo de Jaime I de Aragón, y la marquesa Gil de Rada, hija ilegítima de Teobaldo I de Navarra. Sus miembros llevan el apellido “Fernández de Híjar”, referido al municipio aragonés de Híjar, en la provincia de Teruel. Posteriormente este linaje ostentó el condado de Belchite, el ducado de Híjar, el ducado de Aliaga y el ducado de Lécera.

## Linaje
| I   | Juan Fernández de Híjar y Cabrera                  | 1483-1493 |
| II  | Luis Fernández de Híjar y Beaumont                 | 1493-1517 |
| III | Juan Francisco Fernández de Híjar                  | 1599-1614 |
| IV  | Isabel Margarita Fernández de Híjar y Castro-Pinós | 1614-1642 |